# Trolleybus van Genève
De trolleybus van Genève is na de trolleybus van Lausanne het tweede grootste trolleybusnet van Zwitserland. Het net van Genève werd geopend op 11 september 1942 en is aanvullend aan de sinds 1862 in dienst zijnde tram van Genève. De trolleybus wordt geëxploiteerd door de Transports publics genevois (TPG), tot 1976 door de Compagnie Genevoise des Tramways Électriques. Het net bestrijkt naast Genève ook de naburige gemeenten Cologny, Le Grand-Saconnex, Lancy, Meyrin, Onex en Vernier. Tram en trolleybus worden vervolledigd door een busnet dat eveneens uitgebaat wordt door TPG. Sinds 11 december 2011 werd de bediening van de gemeenten Bernex en Confignon overgenomen door de tram.

## Geschiedenis
In de jaren veertig van de twintigste eeuw besloot het bestuur van de stad Genève een aantal tramlijnen te vervangen door trolleybussen. Omdat de trams in de jaren daarop minder populair werden groeiden het trolleybus- en autobusnetwerk gestaag. In het begin van de eenentwintigste eeuw is het wagenpark uitgebreid met dubbelgelede bussen van meer dan 24 meter lengte die 200 passagiers kunnen vervoeren.

## Lijnen
Sinds 2011 telt het net zes trolleybuslijnen:
| Lijn | Traject                                               | Haltes  | Reistijd        | Hoogste frequentie | Type voertuig       |
| ---- | ----------------------------------------------------- | ------- | --------------- | ------------------ | ------------------- |
| 2    | Genève-Plage – Bel-Air – Onex-Cité                    | 22 / 24 | 33 / 37 minuten | 7,5 minuten        | Gelede bussen       |
| 3    | Gardiol – Gare Cornavin – Bel-Air – Crêts-de-Champel  | 25 / 24 | 38 / 36 minuten | 04 minuten         | Gelede bussen       |
| 6    | Vernier-Village – Gare Cornavin – Genève-Plage        | 24 / 22 | 40 / 39 minuten | 7,5 minuten        | Gelede bussen       |
| 7    | Hôpital – Bel-Air – Tours Lignon                      | 18 / 20 | 31 / 33 minuten | 7,5 minuten        | Gelede bussen       |
| 10   | Aéroport – Gare Cornavin – Bel-Air – Rive             | 18 / 19 | 30 / 35 minuten | 7,5 minuten        | Dubbelgelede bussen |
| 19   | Vernier-Village – Gare Cornavin – Bel-Air – Onex-Cité | 29 / 31 | 44 / 49 minuten | 7,5 minuten        | Gelede bussen       |

## Voertuigen

### Huidige park
Het trolleybuspark van de TPG bestaat sinds eind 2014 uitsluitend uit lagevloerbussen, waarvan 81 gelede en 10 dubbelgelede trolleybussen. Laatstgenoemde worden ingezet op lijn 10.
|                         | Nummers          | Aantal | Fabrikant  | Elektrische uitrusting | Type                      | Soort        | Bouwjaar  |
| ----------------------- | ---------------- | ------ | ---------- | ---------------------- | ------------------------- | ------------ | --------- |
|                         | 701–708, 710–713 | 10     | NAW / Hess | ABB                    | Swisstrolley 1            | Geleed       | 1993      |
|                         | 731–768          | 38     | Hess       | Kiepe                  | Swisstrolley 3            | Geleed       | 2005      |
|                         | 781–790          | 10     | Hess       | Kiepe                  | lighTram 3                | Dubbelgeleed | 2005–2006 |
| VanHool Exqui.City 1601 | 1601–1633        | 33     | Van Hool   | Kiepe                  | ExquiCity 18T/AG300-TRL-T | Geleed       | 2013–2014 |

De 18 meter lange Van Hool ExquiCity gelede trolleybussen vervingen eind 2014 de laatste trolleybussen zonder verlaagde vloer van de types GT 560/620-25 en BGT 5-25. Zij bieden plaats aan 86 staande en 41 zittende reizigers en zijn uitgerust met een hulpbatterij waardoor zij, zonder bovenleiding, nog een reikwijdte hebben van zeven tot veertien kilometer. De serie vergde een investering van 29,42 miljoen Zwitserse frank. De eerste ExquiCity verscheen op 21 januari 2014 op lijn 3.

### Voormalige reeksen
Volgende series zijn niet langer in dienst.
|  | Nummers | Aantal | Fabrikant                                                                  | Elektrische uitrusting                          | Type            | Soort                    | Bouwjaar  | Opmerking |
|  | ------- | ------ | -------------------------------------------------------------------------- | ----------------------------------------------- | --------------- | ------------------------ | --------- | --- |
|  | 801–812 | 12     | Saurer / Eigenbau                                                          | SAAS (Société Anonyme des Ateliers de Sécheron) |                 | Standaard, hoge vloer    | 1942–1948 | |
|  | 821–835 | 15     | Saurer / Hess                                                              | SAAS                                            |                 | Standaard, hoge vloer    | 1950–1951 | |
|  | 836–846 | 11     | FBW (Franz Brozincevic & Cie.)                                             | Maschinenfabrik Oerlikon (MFO)                  |                 | Standaard, hoge vloer    | 1947      | Gebruikt door de trolleybus van Zürich                                                                                              |
|  | 847–856 | 10     | FBW                                                                        | MFO                                             | Tr51            | Standaard, hoge vloer    | 1949–1951 | Gebruikt door de trolleybus van Zürich                                                                                              |
|  | 861–878 | 18     | Berna / SWP (Schindler Waggon AG Pratteln)                                 | SAAS                                            |                 | Standaard, hoge vloer    | 1959–1960 | Ingezet tot 1988 |
|  | 881–892 | 12     | Berliet                                                                    | SAAS                                            |                 | Standaard, hoge vloer    | 1963      | Ingezet tot 1975 |
|  | 601–621 | 21     | Berna / SWS (Schweizerische Wagons- und Aufzügefabrik AG Schlieren-Zürich) | SAAS                                            | 4 GTP           | Geleed, hoge vloer       | 1965      | Ingezet tot 1990 |
|  | 631–648 | 18     | FBW / Hess                                                                 | SAAS                                            | 91 GTS          | Geleed, hoge vloer       | 1975      | Fabrieksnieuw geleverd in de uniforme kleurstelling van het Verband Schweizerischer Transportunternehmungen (VST), ingezet tot 2005 |
|  | 663–674 | 12     | Saurer / Hess                                                              | BBC-Sécheron                                    | GT 560/620-25   | Geleed, hoge vloer       | 1982–1983 | Ingezet tot 2014 |
|  | 681–700 | 20     | NAW / Hess                                                                 | BBC-Sécheron                                    | BGT 5-25        | Geleed, hoge vloer       | 1987–1988 | Ingezet tot 2014 |
|  | 721     | 01     | NAW / Hess                                                                 | ABB                                             | Hess lighTram 1 | Dubbelgeleed, lage vloer | 2004      | Ingezet tot 2016 |

De uit dienst genomen voertuigen 602–605, 607, 609, 611–613, 615–618, 621, 643 en 644 werden in het begin van de jaren 1990 verscheept naar Chili alwaar ze werden ingezet op de netten van Santiago de Chile en Valparaíso (stad). Ondertussen gingen ze ook ginds al uit dienst.
Trolleybus 721 was een buitenbeentje en ontstond in de herfst van 2003 door de toevoeging van een middelste wagendeel aan de uit 1993 daterende, gelede trolleybus 709 van het type Swisstrolley (BGT-N). Het was de eerste Zwitserse dubbelgelede trolleybus en diende als prototype voor de serievoertuigen van het type lighTram 3 (BGGT-N2C). In de zomer 2016 ging het voertuig omwille van de ouderdom en het gebrek aan wisselstukken uit dienst. usser Dienst gestellt. Over het verdere lot van dit voertuig werd nog niets beslist.

## Stelplaats

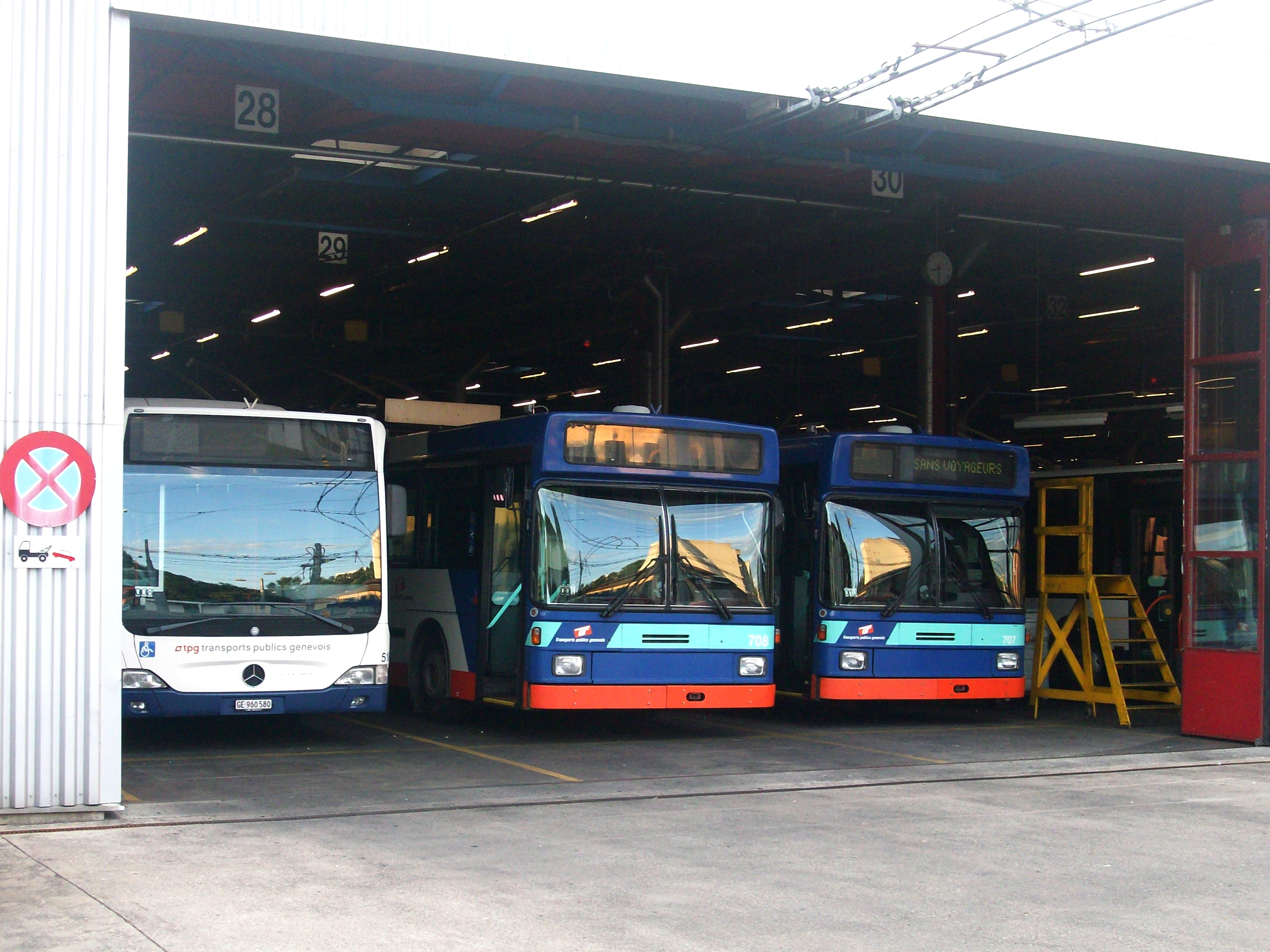
Uit dienst gestelde Hess-trolleybussen naast een dieselbus in de stelplaats Jonction

De stelplaats Jonction bevindt zich in het gelijknamige stadsdeel van Genève in de onmiddellijke nabijheid van de plaats waar de Arve in de Rhône uitmondt. De stelplaats strekt zich uit aan beide zijden van de Avenue de la Jonction en is met een diensttraject rechtstreeks verbonden met lijnen 2 en 19 in Onex-Cité.
Het groot onderhoud gebeurt in de hoofdwerkplaats Bachet-de-Pesay aan de Route de la Chapelle in Grand-Lancy. Deze site, die tevens de hoofdzetel van de TPG huisvest, is niet aangesloten op het trolleybusnet.